# 維新堂
維新堂，又称周碞旧居，是中华民国在大陆的最后一任浙江省政府主席周碞及其父亲周顯庭在杭州的寓所，建成于1934年，位于杭州市上城区清波街道清波门社区学士公园内清波桥河下9号，行政上隶属西湖风景名胜区水域管理处。周碞在1949年2月出任浙江省政府主席，中国人民解放军占领杭州前夕匆忙离开杭州，旧居为军队接收并占用，直到2002年西湖南线景区整合工程军方腾空馆舍。2022年列入杭州市文物保护单位。

## 历史
維新堂的宅基地系周碞之父周顯庭所有，周顯庭是浙江嵊县人，清末当过浙军营长，在杭州时买下西湖边清波桥河下的土地。周碞子承父业，参加了北伐军并成为蒋中正手下干将，发迹之后在1934年耗费巨资修建了这座别墅，取雅号为维新堂。1949年1月，周碞出任京沪杭警备司令部副司令和浙江警备司令部司令，寓居于此，2月接替通共的陈仪担任浙江省政府主席，随着4月国共谈判破裂、中国人民解放军发起渡江战役，周碞来不及整理家具便匆忙离开杭州前往舟山，解放军原样接收了该建筑。最初为解放军通讯部门使用，随后该用作招待所，接待过罗瑞卿、张爱萍、陶勇等解放军高级将领，最后成为浙江省军区宿舍。
2002年西湖南线景区整合工程时，浙江省军区主动放弃了位于西湖南线景区内的宿舍，杭州市政府名曰“还湖于民”。后来，旅法温州商人吴忠获得維新堂使用权，并将其改建为“柳莺玖号”高档会所，用以接待朋友。中共十八大开展反腐运动后，中共中央纪委出台《关于在党的群众路线教育实践活动中严肃整治“会所中的歪风”的通知》，杭州市政府在2014年1月宣布“凡是属于景区公园、名人故居、文化遗址的高档餐饮场所一律关停”，正在占用维新堂的“柳莺玖号”会所也接到即刻停业整改的通知，成为第一批整改的高档会所，实际上“柳莺玖号”早在规定下发前半年多就因为生意惨淡自行停业。同年内，业主向市政府提交整改方案并获批，转型为西湖法国红酒文化陈列馆，每日面向公众免费开放，整改后仍受到政府巡查。受到COVID19疫情影响，陈列馆的红酒进口业务在2019年底至2020年初左右陷入停滞，因此将維新堂附体建筑转租给一家网红咖啡馆（如是谷 Coffee & Bar），主体建筑仍在修整，预计业务将改为茶室、咖啡、展览、商务会谈，景区也和运营方在2022年8月签订新的合同。2022年9月成为杭州市文物保护单位。

## 建筑
維新堂建于1934年，最初地址为膺白路清波桥河下甲之1号，是一座西式花园城堡别墅，反映当时的高档住宅风格。建筑主体坐北朝南，中轴对称，整体模仿欧洲城堡，楼高12米。内部共三层14个房间，装饰豪华：第一层下面有60厘米防潮层，正中央为客厅，马赛克瓷砖铺地，天花板石膏山花饰边；第一层和第二层都有房间隔断，隔间地板、楼梯均用高档木材，落地门窗与外界相连；第三层为无隔断阁楼；房屋后侧有东西两处天井，前后都有走廊。建筑外侧采用组合式多坡屋顶，黑色洋瓦覆顶，配以外墙毛石勾缝贴面，整体精致大气。主楼西侧偏南为主入口，主入口采用两扇沉重的铸铁大门，两侧配以爱奥尼克柱；北侧为平房，通过走廊连接，西北侧为厕所。原主周碞爱好园艺和宠物，因此花园内仍存有不少当年的花木。